# Atami

Atami (japanska: 熱海市?, Atami-shi) är en stad i Shizuoka prefektur i Japan som är känd för sina varma källor. Staden ingår i Tokyos storstadsområde.

## Kommunikationer
Atami trafikeras av Tokaido Shinkansen.